# Gregor Tarkovič
Gregor Tarkovič (rusiń. Ґріґорій Тарковіч (d. Григорій Тарковичъ), ukr. Григорій Таркович; ur. 21 listopada 1745  w Pasice, zm. 16 stycznia 1841 w Preszowie) – rusiński duchowny greckokatolicki, pierwszy biskup (eparcha) słowackiej eparchii preszowskiej.

## Życiorys
Urodził się 21 listopada 1745 roku w Pasice w komitacie Bereg na terenie Węgier wchodzących w skład Monarchii Habsburgów (obecnie w obwodzie zakarpackim w Ukrainie) . Pochodził z rusińskiej rodziny, jego ojciec był kantorem, a dziadek greckokatolickim księdzem . Po ukończeniu gimnazjum w Użhorodzie, studiował filozofię w Wielkim Waradynie, ukończył też teologię na Barbareum w Wiedniu .
Biskup Andrej Bačinský 20 grudnia 1778 roku udzielił mu święceń diakonatu , a następnie 1 stycznia 1779 roku w monasterze św. Mikołaja na Czarnej Horze koło Mokaczewa prezbiteriatu  . Początkowo wykładał teologię w Użhorodzie, w 1793 roku został proboszczem w Hajdudorog, a w 1797 w Użhorodzie. W latach 1803–1813 przebywał w Budapeszcie, gdzie był cenzorem ksiąg wydawanych w cyrylicy przez drukarnię uniwersytecką  . W 1813 roku został wikariuszem wikariatu koszyckiego w eparchii mukaczewskiej, a w 1815 wikariuszem kapitulnym eparchii mukaczewskiej  .
W 1815 roku cesarz Franciszek I postanowił wydzielić z eparchii mukaczewskiej nową diecezję ze stolicą w Preszowie. Zgodnie z prawem patronackim 13 marca 1816 roku wyznaczył Gregora Tarkoviča na pierwszego biskupa preszowskiego, który przez kolejne dwa lata przebywał w Wiedniu w celu dokończenia procesu kanonicznego tworzenia nowej eparchii  . 18 września 1818 roku papież Pius VII zatwierdził bullą Relata semper utworzenie eparchii preszowskiej, 26 września Stolica Apostolska potwierdziła powołanie Gregora Tarkoviča na jej pierwszego ordynariusza . Do Preszowa przybył w listopadzie 1820. Sakrę biskupią otrzymał z rąk eparchy mukaczewskiego Alexisa Potsa 17 czerwca 1821 roku w klasztorze bazylianów pw. Zesłania Ducha Świętego w Krasnym Brodzie .
W czasie sprawowania urzędu biskupa przyczynił się do rozwoju Preszowa, wyremontował popadający w ruinę dawny klasztor Braci Mniejszych adaptując go na pałac biskupi i kurię, założył bibliotekę i archiwum diecezjalne, zalecał zakładanie szkół przykościelnych w celu zwalczania analfabetyzmu wśród ubogich, dbał o wykształcenie księży i zapewnienie opieki duszpasterskiej więźniom  .
Wyczerpany licznymi obowiązkami związanymi z organizacją nowej diecezji końcówkę życia spędził w odosobnieniu powierzając większość zadań sekretarzom, samemu poświęcając się nauce. Gregor Tarkovič zmarł 16 stycznia 1841 roku w Preszowie. Został pochowany w krypcie katedry św. Jana Chrzciciela w Preszowie .